# Uromastyx
Uromastyx – rodzaj jaszczurek z podrodziny Uromastycinae w obrębie rodziny agamowatych (Agamidae). 

## Zasięg występowania
Rodzaj obejmuje gatunki występujące od północnej Afryki (Egipt, Libia, Tunezja, Algieria, Maroko, Sahara Zachodnia, Mauretania, Mali, Niger, Czad, Sudan, Erytrea, Dżibuti, Somalia i Etiopia) do południowo-zachodniej Azji (Syria, Izrael, Jordania, Arabia Saudyjska, Jemen, Oman, Zjednoczone Emiraty Arabskie, Bahrajn, Katar, Kuwejt, Irak i Iran).

## Charakterystyka
Obejmuje kilkanaście gatunków, największy biczogon egipski (U. aegyptia) przekracza 70 cm długości ciała. Są roślinożerne, zamieszkują tereny pustynne i półpustynne. Żyją w norach nawet 3 metrowej długości, które wygrzebują w suchym i twardym gruncie. Umożliwia im to ochronę przed drapieżnikami oraz wahaniami temperatury. Potrafią długie miesiące obywać się bez picia, wykorzystując wodę powstającą w metabolizmie tłuszczów zawartych głównie w ogonie.

## Systematyka

### Etymologia
- Uromastyx (Uromastix): gr. ουρα oura „ogon”[7]; μαστιξ mastix, μαστιγος mastigos „bicz, bat”[8].
- Mastigura: gr. μαστιξ mastix, μαστιγος mastigos „bicz, bat”[8]; ουρα oura „ogon”[7]. Gatunek typowy: Stellio spinipes Daudin, 1802 (= Lacerta aegyptia Forsskål, 1775).
- Aporoscelis: gr. przedrostek negatywny α- a- „bez”[9]; πορος poros „pory, kanaliki”[10]; σκελος skelos, σκελεος skeleos „noga”[11]. Gatunek typowy: Uromastix princeps O’Shaughnessy, 1880.

### Podział systematyczny
Do rodzaju należą następujące gatunki:
- Uromastyx acanthinura Bell, 1825 – biczogon afrykański[12]
- Uromastyx aegyptia (Forsskål, 1775) – biczogon egipski[13]
- Uromastyx alfredschmidti Wilms & Böhme, 2001
- Uromastyx benti (Anderson, 1894)
- Uromastyx dispar Heyden, 1827
- Uromastyx geyri Müller, 1922
- Uromastyx macfadyeni Parker, 1932
- Uromastyx nigriventris Rothschild & Hartert, 1912
- Uromastyx occidentalis Mateo, Geniez, Lopez-Jurado & Bons, 1999
- Uromastyx ocellata Lichtenstein, 1823 – biczogon plamisty[12]
- Uromastyx ornata Heyden, 1827
- Uromastyx princeps (O’Shaughnessy, 1880)
- Uromastyx shobraki Wilms & Schmitz, 2007
- Uromastyx thomasi Parker, 1930
- Uromastyx yemenensis Wilms & Schmitz, 2007